# Paulinus Yan Olla

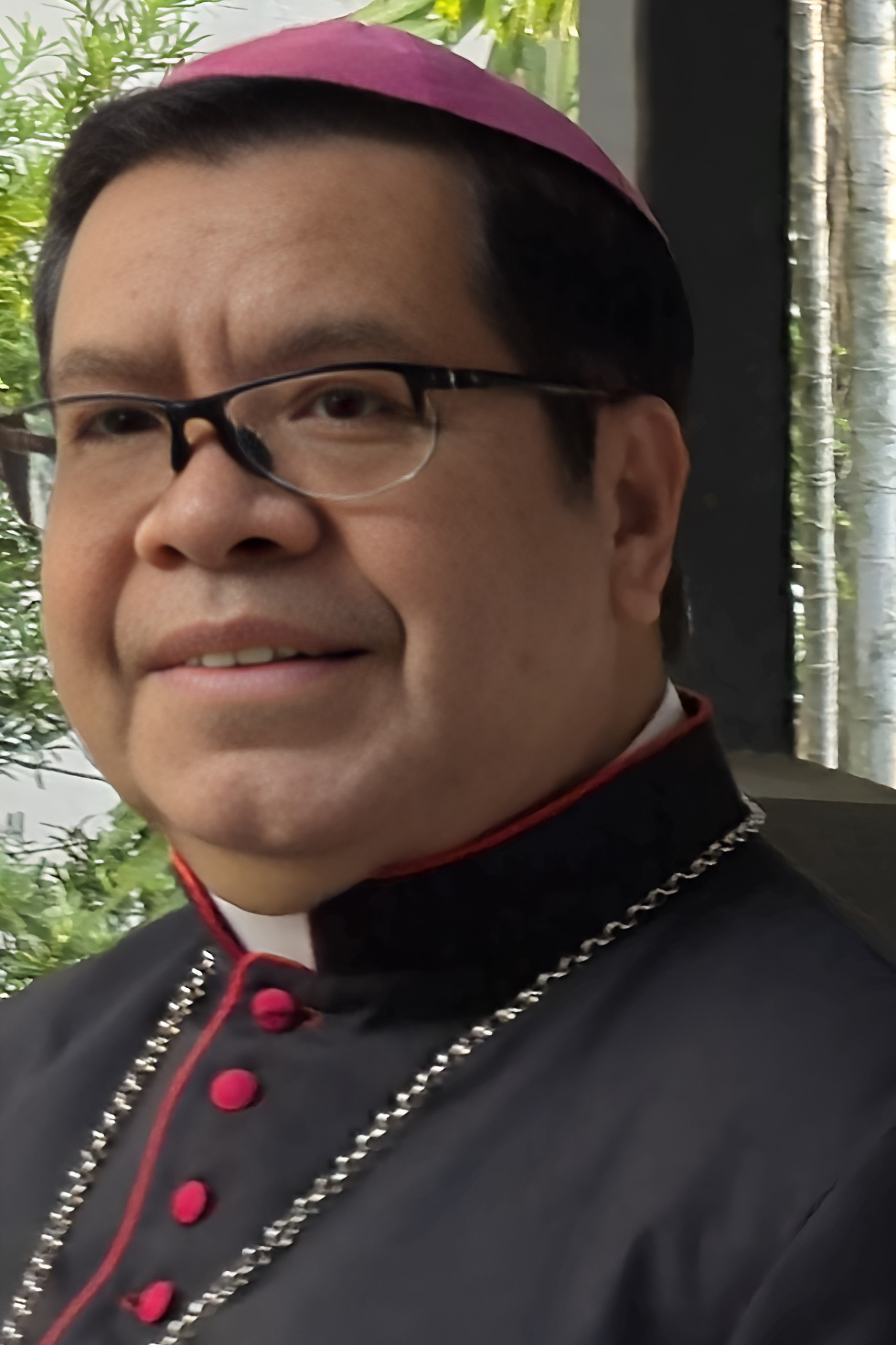
Paulinus Yan Olla, 2024

Paulinus Yan Olla (* 22. Juni 1963 in Seom-Eban, Osttimor) ist ein indonesischer Geistlicher und römisch-katholischer Bischof von Tanjung Selor.

## Leben
Paulinus Yan Olla besuchte das Knabenseminar in Laian und anschließend das Priesterseminar in Yogyakarta. Er trat der Ordensgemeinschaft der Missionare von der Heiligen Familie bei, legte am 22. Juli 1991 die ewige Profess ab und empfing am 28. August 1992 das Sakrament der Priesterweihe.
Neben Aufgaben in der Pfarrseelsorge war er von 1993 bis 2005 Koordinator der Familienkommission des Erzbistums Samarinda und von 1995 bis 1997 Rektor des dortigen Knabenseminars. Von 1997 bis 2000 war er Pfarrer im Bistum Banjarmasin und Verantwortlicher für die Postulanten seines Ordens. Bis 2004 studierte er anschließend an der Päpstlichen Fakultät Teresianum spirituelle Theologie und erwarb das Lizenziat. Seit 2001 arbeitete er in der Generalleitung seines Ordens in Rom mit, von 2007 bis 2013 als Generalsekretär. Seit 2013 war er Leiter des Ordensstudiums und seit 2014 zusätzlich Dozent für Spiritualität am philosophisch-theologischen Hochschulinstitut in Malang.
Am 22. Februar 2018 ernannte ihn Papst Franziskus zum Bischof von Tanjung Selor. Die Bischofsweihe spendete ihm der Erzbischof von Samarinda, Justinus Harjosusanto MSF, am 5. Mai desselben Jahres. Mitkonsekratoren waren der Bischof von Palangkaraya, Aloysius Maryadi Sutrisnaatmaka MSF, und der Bischof von Banjarmasin, Petrus Boddeng Timang.